# B. J. Britt
B. J. Britt (Wilson, 20 aprile 1982) è un attore statunitense.

## Biografia
Nato a Wilson, Carolina del Nord, Britt ha esordito in televisione nel 2003 comparendo nel ruolo ricorrente di Devon Fox nella serie One Tree Hill. Successivamente è comparso in serie TV quali Veronica Mars, CSI: Miami, Cold Case - Delitti irrisolti e The Vampire Diaries; nonché nel film di Victor Salva La forza del campione e nella commedia Mordimi, parodia di Twilight che gli porta una discreta notorietà.
Dopo aver partecipato all'episodio pilota di Being Mary Jane, trasmesso il 2 luglio 2013, ha preso parte alla serie nei panni di Paul Patterson Jr., fratello minore della protagonista, per tutta la durata della sua trasmissione, dal 7 gennaio 2014 fino allo special finale di due ore trasmesso il 23 aprile 2019.
A febbraio 2014 viene scritturato per il ruolo dell'agente Antoine Triplett nella serie ABC Agents of S.H.I.E.L.D., personaggio che avrebbe dovuto morire poco dopo l'introduzione nella prima stagione ma grazie alla popolarità riscossa tra i fan è durato fino a metà della seconda per poi ricomparire nella quarta in una realtà alternativa creata tramite intelligenza artificiale.
Tra 2015 e 2016 ha fatto parte del cast dei personaggi principali della seconda stagione di Unreal, comparendo contemporaneamente nel ruolo ricorrente di Will Baker in Pitch.

## Filmografia

### Cinema
- La forza del campione (Peaceful Warrior), regia di Victor Salva (2006)
- Heavens Fall, regia di Terry Green (2006)
- The Tell-Tale Heart, regia di Travis Mays e Darren Walker (2009)
- Sutures, regia di Tammi Sutton (2009)
- Mordimi (Vampires Suck), regia di Jason Friedberg e Aaron Seltzer (2010)
- Transfer, regia di Damir Lukacevic (2010)
- Fanboy, regia di Gillian Greene - cortometraggio (2011)
- Should've Been Romeo, regia di Marc Bennett (2012)
- 10 Things I Hate About Life, regia di Gil Junger (2014)
- Sabaash Naidu, regia di Kamal Haasan (2018)
- Nightshade, regia di Landon Williams (2022)
- Il diavolo alla porta (The Devil You Know), regia di Charles Murray (2022)
- A Deadly Ride, regia di Glenn Ciano (2025)

### Televisione
- One Tree Hill - serie TV, 5 episodi (2003-2009)
- Veronica Mars - serie TV, episodio 2x12 (2006)
- One on One - serie TV, 3 episodi (2006)
- Raven - serie TV, episodio 4x16 (2006)
- Lincoln Heights - Ritorno a casa (Lincoln Heights) - serie TV, 3 episodi (2007)
- CSI: Miami - serie TV, episodio 6x17 (2008)
- Cold Case - Delitti irrisolti (Cold Case) - serie TV, episodio 6x01 (2008)
- Tutti odiano Chris (Everybody Hates Chris) - serie TV, 4 episodi (2008)
- Three Rivers - serie TV, 2 episodi (2009-2010)
- The Vampire Diaries - serie TV, episodio 2x02 (2010)
- Bones - serie TV, episodio 6x03 (2010)
- Nikita - serie TV, episodio 2x01 (2011)
- Prime Suspect - serie TV, 2 episodi (2011)
- Wonder Woman, regia di Jeffrey Reiner - film TV (2011)
- Grimm - serie TV, episodio 1x12 (2012)
- Sons of Anarchy - serie TV, 2 episodi (2012)
- Beverly Hills Cop, regia di Barry Sonnenfeld - film TV (2013)
- Aiutami Hope! (Raising Hope) - serie TV, episodio 4x06 (2013)
- Being Mary Jane - serie TV, 24 episodi (2013-2015)
- Agents of S.H.I.E.L.D. - serie TV, 21 episodi (2014-2017)
- Unreal - serie TV, 10 episodi (2015)
- Welcome to the Family, regia di Alton Glass - film TV (2015)
- Pitch - serie TV, 4 episodi (2016)
- Behind Enemy Lines, regia di McG - film TV (2017)
- Magnum P.I. - serie TV, episodio 2x03 (2019)
- Rediscovering Christmas, regia di Colin Theys - film TV (2019)
- Un milione di piccole cose (A Million Little Things) - serie TV, 2 episodi (2020)
- Christmas Dilemma, regia di Essence Atkins - film TV (2020)
- For the Love of Jason - serie TV, 12 episodi (2020-2022)
- Our Kind of People - serie TV, 2 episodi (2022)
- The Missing, regia di Patricia Cuffie-Jones - film TV (2022)
- The Ex Obsession, regia di Michael Civille - film TV (2022)
- The Holiday Stocking, regia di Roger M. Bobb - film TV (2022)
- Under the Influence, regia di Courtney Miller e Jaira Thomas - film TV (2023)
- Black Girl Erupted, regia di Vanessa Bell Calloway - film TV (2023)
- The Plus One, regia di Erik White - film TV (2023)
- A Christmas Serenade, regia di Roger M. Bobb - film TV (2023)
- The Groomsmen: First Look', regia di Ron Oliver - film TV (2024)
- The Groomsmen: Second Chances, regia di Ron Oliver - film TV (2024)
- The Groomsmen: Last Dance, regia di Ron Oliver - film TV (2024)
- S.W.A.T. - serie TV, episodio 8x06 (2024)

## Videografia
- Stacy's Mom, videoclip del singolo dei Fountains of Wayne (2010)

## Doppiatori Italiani
Nelle versioni in italiano delle opere in cui ha recitato, B.J. Britt è stato doppiato da:
- Stefano Crescentini in Agents of S.H.I.E.L.D., Unreal
- Stefano De Filippis ne La forza del campione
- Paolo Vivio in Cold Case - Delitti irrisolti
- Gianfranco Miranda in CSI: Miami[10]
- Fabrizio De Flaviis in Sons of Anarchy
- Gabriele Lopez in The Vampire Diaries
- Christian Iansante in Mordimi
- Dimitri Winter in Magnum P.I.